# Odiszéasz Eszkidzóglu
Odiszéasz Eszkidzóglu, görögül: Οδυσσέας Εσκιτζόγλου (Pireusz, 1932. május 3. – Pireusz, 2018. augusztus 26.) olimpiai bajnok görög vitorlázó.

## Pályafutása
Az 1960-as római olimpián sárkányhajóban olimpiai bajnok lett a Nirefs nevű hajóval. Csapattársai Konstantin görög koronaherceg és Jeórjiosz Zaímisz voltak. Az 1964-es tokiói olimpián 8., az 1968-as mexikóvárosi olimpián 15. helyen végzett ugyanebben a versenyszámban.

## Sikerei, díjai
- Olimpiai játékok
  - aranyérmes: 1960, Róma – sárkányhajó